# ベリー・ベスト・オブ・エルトン・ジョン
『ベリー・ベスト・オブ・エルトン・ジョン』（Very Best Of Elton John）は、1990年に発表されたエルトン・ジョンのベスト・アルバム。

## 解説
イギリスで発売された2枚組ベスト・アルバム。編年的にヒット曲ばかりを収録した、タイトル通りのベスト集。
映像版もビデオ発売された。

## 収録曲
- Disc-1

1. 僕の歌は君の歌 - Your Song
2. ロケット・マン - Rocket Man (I Think It's Going to Be a Long Long Time)
3. ホンキー・キャット - Honky Cat
4. クロコダイル・ロック - Crocodile Rock
5. ダニエル - Daniel
6. グッバイ・イエロー・ブリック・ロード - Goodbye Yellow Brick Road
7. 土曜の夜は僕の生きがい - Saturday Night's Alright for Fighting
8. 風の中の火のように - Candle in the Wind
9. 僕の瞳に小さな太陽 - Don't Let the Sun Go Down on Me
10. ルーシー・イン・ザ・スカイ・ウィズ・ダイアモンズ - Lucy in the Sky With Diamonds（with ジョン・レノン）
11. フィラデルフィア・フリーダム - Philadelphia Freedom
12. 僕を救ったプリマドンナ - Someone Saved My Life Tonight
13. ピンボールの魔術師 - Pinball Wizard
14. あばずれさんのお帰り - The Bitch is Back

- Disc-2

1. 恋のデュエット - Don't Go Breaking My Heart（with キキ・ディー）
2. ベニーとジェッツ（やつらの演奏は最高） - Bennie and the Jets
3. 悲しみのバラード - Sorry Seems to Be the Hardest Word
4. ソング・フォー・ガイ - Song for Guy
5. パート・タイム・ラヴ - Part-Time Love
6. ブルー・アイズ - Blue Eyes
7. ブルースはお好き？　I Guess That's Why They Call It the Blues
8. アイム・スティル・スタンディング - I'm Still Standing
9. キッス・ザ・ブライド - Kiss the Bride
10. サッド・ソングス - Sad Songs(Say So Much)
11. パッセンジャーズ - Passengers
12. 悲しみのニキタ - Nikita
13. アイ・ドント・ワナ・ゴー・オン - I Don't Wanna Go on With You Like That
14. サクリファイス - Sacrifice
15. イージアー・トゥ・ウォーク・アウェイ - Easier to Walk Away
16. ユー・ゴッタ・ラヴ・サムワン - You Gotta Love Someone

## 映像版
特記のない限りプロモーションビデオを収録。
1. 僕の歌は君の歌 - Your Song
  - 1971年イギリスBBC「Top of The Pops」より。
2. ダニエル - Daniel
  - 1973年ドイツTV番組「Disco」より。
3. グッバイ・イエロー・ブリック・ロード - Goodbye Yellow Brick Road
  - 1973年イギリスBBC「Top of The Pops」より。
4. 恋のデュエット - Don't Go Breaking My Heart（with キキ・ディー）
5. 悲しみのバラード - Sorry Seems To Be The Hardest Word
  - 1976年イギリスBBC「More Cames & Wise Chirstmas Show」より。
6. ロケット・マン - Rocket Man(I Think It's Going To Be A Long Long Time)
  - 1977年イギリス・ロンドン、ウェンブリー・プールでのライヴ。
7. ブルー・アイズ - Blue Eyes
8. ブルースはお好き？　I Guess That's Why They Call It The Blues
9. アイム・スティル・スタンディング - I'm Still Standing
10. キッス・ザ・ブライド - Kiss The Bride
11. サッド・ソングス - Sad Songs(Say So Much)
12. パッセンジャーズ - Passengers
13. 悲しみのニキタ - Nikita
14. ラップ・ハー・アップ - Wrap Her Up
15. 風の中の火のように - Candle In The Wind
  - 『エルトン・スーパー・ライヴ 〜栄光のモニュメント〜』より。
16. 土曜の夜は僕の生きがい - Saturday Night's Alright For Fighting
  - 1987年プリンス・トラスト・チェリティーライヴより。
17. アイ・ドント・ワナ・ゴー・オン - I Don't Wanna Go On With You Like That
18. フィラデルフィア・フリーダム - Philadelphia Freedom
  - 1989年ヴェロナツアーより。
19. サクリファイス - Sacrifice
20. ユー・ゴッタ・ラヴ・サムワン - You Gotta Love Someone